# Hypnosis Mic: Division Rap Battle
Hypnosis Mic: Division Rap Battle (japanisch ヒプノシスマイク–Division Rap Battle–) ist ein Musikprojekt der Firma King Records. Das Projekt dreht sich um Rapper-Gruppen und Rap-Battle zwischen diesen, in einer Welt ohne Waffen und hypnotisierenden Mikrophonen als einziger Möglichkeit zum Kampf gegeneinander. Dazu erschienen auch mehrere Spiele, Manga-Serien und ab 2020 ein Fernseh-Anime.

## Szenario
Das Projekt spielt in einer nahen Zukunft, in der nach einem Krieg eine von Frauen geführte Partei die Macht in Japan übernommen und alle Waffen verboten und zerstört hat. Daraufhin haben Männer begonnen, in Rap-Battles gegeneinander zu kämpfen, bei denen sogenannte Hypnosis Mics eingesetzt werden. Diese Mikrofone greifen in die Gedanken und die Psyche der Gegner ein. Es bildeten sich Gruppen und Gangs, die diese Mics einsetzen um ein Gebiet zu kontrollieren, aber auch die Sicherheitsorgane setzen die Mikrofone ein.
Als sich die Gruppe The Dirty Dawg auflöst, entstehen aus ihr vier neue Gruppen, die je einen Teil von Tokio (Division) kontrollieren: Buster Bros!!! in Ikebukuro, Mad Trigger Crew in Yokohama, Fling Posse in Shibuya und Matenro in Shinjuku. Sie werden von je einem früheren Mitglied von Dirty Dawg angeführt und sorgen in ihrem Territorium für Ordnung, wo es der Polizei nicht gelingt. Dann treten sie in einem Wettbewerb gegeneinander an, um die beste Division zu bestimmen.

## Musikprojekt
Die für das Projekt geschaffenen Gruppen veröffentlichten zunächst ab 2017 Singles, in denen sie sich vorstellten. Es folgten eine Reihe von Battle-Rap-Alben der Gruppen, denen je eine Wahlkarte beilag, sodass je die Gruppen mit den meisten Stimmen bestimmt werden konnten und eine Runde weiter kamen, in der ein weiteres Album erschien. Mit Matenro und Mad Trigger Crew im Finale gewann im Dezember 2018 schließlich Matenro und brachte ein Sieges-Album heraus, das von Zeebra produziert wurde. 2019 stieß Bad Ass Temple als fünfte Gruppe hinzu und veröffentlichte ihr erstes Album, produziert von Nobodyknows und Diggy-Mo.
Von 2017 bis 2019 fanden außerdem vier Konzerte statt.

## Diskografie

### Alben
| Jahr | Titel                                         | Höchstplatzierung, Gesamtwochen, AuszeichnungChartsChartplatzierungen (Jahr, Titel, Platzierungen, Wochen, Auszeichnungen, Anmerkungen) | Anmerkungen                             |
| Jahr | Titel                                         | JP | Anmerkungen                             |
| ---- | --------------------------------------------- | --- | --------------------------------------- |
| 2018 | Buster Bros!!! VS Mad Trigger Crew            | JP2 (51 Wo.)JP | Erstveröffentlichung: 16. Mai 2018      |
| 2018 | Fling Posse VS Matenro                        | JP3 Gold · (44 Wo.)JP | Erstveröffentlichung: 18. Juli 2018     |
| 2018 | Mad Trigger Crew VS Matenro                   | JP1 Gold · (26 Wo.)JP | Erstveröffentlichung: 14. November 2018 |
| 2019 | The Champion                                  | JP3 Gold · (18 Wo.)JP | Erstveröffentlichung: 27. Februar 2019  |
| 2019 | Enter the Hypnosis Microphone                 | JP2 Gold · (101 Wo.)JP | Erstveröffentlichung: 24. April 2019    |
| 2019 | Ah Osaka Dreamin’ Night                       | JP2 Gold · (39 Wo.)JP | Erstveröffentlichung: 30. Oktober 2019  |
| 2019 | Bad Ass Temple Funky Sounds                   | JP1 Gold · (38 Wo.)JP | Erstveröffentlichung: 27. November 2019 |
| 2019 | Buster Bros!!!: Before the 2nd D.R.B          | JP1 (23 Wo.)JP | Erstveröffentlichung: 25. Dezember 2019 |
| 2020 | Mad Trigger Crew: Before the 2nd D.R.B        | JP1 (30 Wo.)JP | Erstveröffentlichung: 29. Januar 2020   |
| 2020 | Fling Posse: Before the 2nd D.R.B             | JP2 (35 Wo.)JP | Erstveröffentlichung: 26. Februar 2020  |
| 2020 | Matenro: Before the 2nd D.R.B                 | JP2 (30 Wo.)JP | Erstveröffentlichung: 25. März 2020     |
| 2021 | Straight Outta Rhyme Anima                    | JP1 (11 Wo.)JP | Erstveröffentlichung: 13. Januar 2021   |
| 2021 | 2nd D.R.B: Dotsuitare Hompo VS Buster Bros!!! | — | Erstveröffentlichung: 24. Februar 2021  |
| 2022 | Cross a Line                                  | JP2 (10 Wo.)JP | Erstveröffentlichung: 15. Juni 2022     |

### Singles
| Jahr | Titel Album                                | Höchstplatzierung, Gesamtwochen, AuszeichnungChartsChartplatzierungen (Jahr, Titel, Album, Platzierungen, Wochen, Auszeichnungen, Anmerkungen) | Anmerkungen                             |
| Jahr | Titel Album                                | JP | Anmerkungen                             |
| ---- | ------------------------------------------ | --- | --------------------------------------- |
| 2017 | Buster Bros!!! Generation –                | JP34 (77 Wo.)JP | Erstveröffentlichung: 25. Oktober 2017  |
| 2017 | Bayside M.T.C –                            | JP29 (102 Wo.)JP | Erstveröffentlichung: 15. November 2017 |
| 2017 | Matenro (On’in Rinjo) (麻天狼-音韻臨床-) – | JP23 (95 Wo.)JP | Erstveröffentlichung: 6. Dezember 2017  |
| 2017 | Fling Posse (F.P.S.M) –                    | JP11 (97 Wo.)JP | Erstveröffentlichung: 27. Dezember 2017 |

## Mangas
Zum Musikprojekt erschienen bisher vier Mangaserien. Die erste war im Mai 2019 Hypnosis Mic: Division Rap Battle –Before the Battle– The Dirty Dawg, das seitdem im Shōnen Magazine Edge bei Kodansha erscheint. Die Serie wird geschrieben von Yuichiro Momose und gezeichnet von Rui Karasuduki. Die Kapitel erschienen auch in bisher 2 Bänden.
Von Juni 2019 bis März 2020 wurde der zweite Manga Hypnosis Mic –Division Rap Battle– Side B.B & M.T.C im Gekkan Shōnen Sirius veröffentlicht, geschrieben von Yuichiro Momose und gezeichnet von Kanie Tetsuji. Er wurde auch in drei Bänden herausgegeben. Im gleichen Monat startete Hypnosis Mic –Division Rap Battle– side F.P & M von Yuichiro Momose und Kiko Aiba im Gekkan Comic Zero Sum bei Ichijinsha. Diese Serie erreichte bisher drei Sammelbände.
Seit April 2020 wird im Shōnen Magazine eine von Momose geschriebene und von Shiro Kiko gezeichnete Serie unter dem Titel Hypnosis Mic –Division Rap Battle– Side D.H & B.A.T herausgegeben, die über die Magazine Pocket App von Kodansha verfügbar ist. Im Gegensatz zu den vorherigen, auf die Tokioter Gruppen fokussierten Serien, handelt diese von Bad Ass Temple aus Nagoya und Dotsuitare Hompo aus Osaka.

## Spiele
Im März 2020 erschien für Android und iOS ein Smartphone-Spiel zum Projekt. Am von Idea Factory entwickelten und herausgegebenen Spiel waren Autor Yuichiro Momose und Charakterdesigner Kazui beteiligt.

## Animeserie
Zum Projekt wurde beim Studio A-1 Pictures eine Animeserie für das japanische Fernsehen produziert. Bei dieser führte Katsumi Ono Regie und Hauptautor war Shin Yoshida. Die künstlerische Leitung lag bei Ayano Okamoto und das Charakterdesign entwarf Minako Shiba. Die Animationsarbeiten leitete Yuusuke Noma und für den Ton war Tetsu Motoyama verantwortlich.
Der Anime war ursprünglich für Juli 2020 angekündigt, musste wegen der Auswirkungen der Corona-Pandemie in Japan jedoch auf Oktober verschoben werden. Die erste Staffel wurde vom 3. Oktober bis 26. Dezember 2020 von den Sendern Tokyo MX, BS11, Gunma TV, Tochigi TV, TV Aichi und MBS in Japan ausgestrahlt. International wurde sie bei Wakanim mit deutschen, französischen und russischen Untertiteln verfügbar gemacht, sowie mit englischen in Nordeuropa. Funimation Entertainment zeigt sie mit englischen Untertiteln in Nordamerika und mit portugiesischen in Brasilien. AnimeLab veröffentlicht Hypnosis Mic englisch untertiteln in Australien und Neuseeland. Nach Aufkauf von Wakanim wurde der Anime bei Crunchyroll veröffentlicht. Vom 7. Oktober bis 30. Dezember 2023 wurde eine zweite Staffel mit erneut 13 Folgen sowohl in Japan als auch international per Streaming ausgestrahlt.

### Synchronisation
| Rolle               | japanischer Sprecher (Seiyū) |
| ------------------- | ---------------------------- |
| Samatoki Aohitsugi  | Shintarō Asanuma             |
| Jakurai Jinguji     | Sho Hayami                   |
| Ichiro Yamada       | Subaru Kimura                |
| Ramuda Amemura      | Yusuke Shirai                |
| Ichijiku Kadenokoji | Chiaki Takahashi             |
| Jiro Yamada         | Haruki Ishiya                |
| Doppo Kannonzaka    | Kent Itō                     |
| Saburo Yamada       | Kōhei Amasaki                |
| Hifumi Izanami      | Ryūichi Kijima               |
| Rio Mason Busujima  | Shin'ichirō Kamio            |
| Gentaro Yumeno      | Sōma Saitō                   |
| Jyuto Iruma         | Wataru Komada                |
| Otome Tohoten       | Haruki Ishiya                |
| Dice Arisugawa      | Yukihiro Nozuyama            |

### Musik
Die Musik der Serie stammt von der Gruppe R.O.N. Das Vorspannlied ist Hypnosis Mic -Rhyme Anima- von allen vier Rap-Gruppen. Beim Abspann Kizuna wechseln sich die Gruppen ab. Vorspannlied der zweiten Staffel ist Rise From Dead, gesungen von den Sprechern der Protagonisten.